# Lijst van speakers van het Britse Lagerhuis
Lijst van Speakers van het Britse Lagerhuis.
| Speaker of the House of Commons | Speaker of the House of Commons | Speaker of the House of Commons     | Ambtstermijn      | Ambtstermijn      | Partij             | Parlementaire zitting(en) |
| ------------------------------- | ------------------------------- | ----------------------------------- | ----------------- | ----------------- | ------------------ | ------------------------- |
|                                 | William Court Gully             | William Court Gully (1835–1909)     | 10 april 1895     | 8 juni 1905       | Liberal Party      | 1895–1900                 |
| 1900–1906                       | William Court Gully             | William Court Gully (1835–1909)     | 10 april 1895     | 8 juni 1905       | Liberal Party      |                           |
|                                 | James Lowther                   | James Lowther (1855–1949)           | 8 juni 1905       | 28 april 1921     | Conservative Party |                           |
| 1906–1910                       | James Lowther                   | James Lowther (1855–1949)           | 8 juni 1905       | 28 april 1921     | Conservative Party |                           |
| 1910                            | James Lowther                   | James Lowther (1855–1949)           | 8 juni 1905       | 28 april 1921     | Conservative Party |                           |
| 1910–1918                       | James Lowther                   | James Lowther (1855–1949)           | 8 juni 1905       | 28 april 1921     | Conservative Party |                           |
|                                 |                                 | John Henry Whitley (1866–1935)      | 28 april 1921     | 20 juni 1928      | Liberal Party      |                           |
| 1922–1923                       |                                 | John Henry Whitley (1866–1935)      | 28 april 1921     | 20 juni 1928      | Liberal Party      |                           |
| 1923–1924                       |                                 | John Henry Whitley (1866–1935)      | 28 april 1921     | 20 juni 1928      | Liberal Party      |                           |
| 1924–1929                       |                                 | John Henry Whitley (1866–1935)      | 28 april 1921     | 20 juni 1928      | Liberal Party      |                           |
|                                 | Edward FitzRoy                  | Edward FitzRoy (1869–1943)          | 20 juni 1928      | 3 maart 1943      | Conservative Party |                           |
| 1929–1931                       | Edward FitzRoy                  | Edward FitzRoy (1869–1943)          | 20 juni 1928      | 3 maart 1943      | Conservative Party |                           |
| 1931–1935                       | Edward FitzRoy                  | Edward FitzRoy (1869–1943)          | 20 juni 1928      | 3 maart 1943      | Conservative Party |                           |
| 1935–1945                       | Edward FitzRoy                  | Edward FitzRoy (1869–1943)          | 20 juni 1928      | 3 maart 1943      | Conservative Party |                           |
|                                 | Douglas Clifton Brown           | Douglas Clifton Brown (1879–1958)   | 8 maart 1943      | 31 oktober 1951   | Conservative Party |                           |
| 1945–1950                       | Douglas Clifton Brown           | Douglas Clifton Brown (1879–1958)   | 8 maart 1943      | 31 oktober 1951   | Conservative Party |                           |
| 1950–1951                       | Douglas Clifton Brown           | Douglas Clifton Brown (1879–1958)   | 8 maart 1943      | 31 oktober 1951   | Conservative Party |                           |
|                                 | William Morrison                | William Morrison (1893–1961)        | 31 oktober 1951   | 19 september 1959 | Conservative Party | 1951–1955                 |
| 1955–1959                       | William Morrison                | William Morrison (1893–1961)        | 31 oktober 1951   | 19 september 1959 | Conservative Party |                           |
|                                 |                                 | Sir Harry Hylton-Foster (1905–1965) | 19 september 1959 | 2 september 1965  | Conservative Party | 1959–1964                 |
| 1964–1966                       |                                 | Sir Harry Hylton-Foster (1905–1965) | 19 september 1959 | 2 september 1965  | Conservative Party |                           |
|                                 | Horace King                     | Horace King (1901–1986)             | 26 oktober 1965   | 12 januari 1971   | Labour Party       |                           |
| 1966–1970                       | Horace King                     | Horace King (1901–1986)             | 26 oktober 1965   | 12 januari 1971   | Labour Party       |                           |
| 1970–1974                       | Horace King                     | Horace King (1901–1986)             | 26 oktober 1965   | 12 januari 1971   | Labour Party       |                           |
|                                 | Selwyn Lloyd                    | Selwyn Lloyd (1904–1978)            | 12 januari 1971   | 3 februari 1976   | Conservative Party |                           |
| 1974                            | Selwyn Lloyd                    | Selwyn Lloyd (1904–1978)            | 12 januari 1971   | 3 februari 1976   | Conservative Party |                           |
| 1974–1979                       | Selwyn Lloyd                    | Selwyn Lloyd (1904–1978)            | 12 januari 1971   | 3 februari 1976   | Conservative Party |                           |
|                                 |                                 | George Thomas (1909–1997)           | 3 februari 1976   | 10 juni 1983      | Conservative Party |                           |
| 1979–1983                       |                                 | George Thomas (1909–1997)           | 3 februari 1976   | 10 juni 1983      | Conservative Party |                           |
|                                 |                                 | Bernard Weatherill (1920–2007)      | 10 juni 1983      | 9 april 1992      | Conservative Party | 1983–1987                 |
| 1987–1992                       |                                 | Bernard Weatherill (1920–2007)      | 10 juni 1983      | 9 april 1992      | Conservative Party |                           |
|                                 | Betty Boothroyd                 | Betty Boothroyd (1929–2023)         | 9 april 1992      | 23 oktober 2000   | Labour Party       | 1992–1997                 |
| 1997–2001                       | Betty Boothroyd                 | Betty Boothroyd (1929–2023)         | 9 april 1992      | 23 oktober 2000   | Labour Party       |                           |
|                                 | Michael Martin                  | Michael Martin (1945–2018)          | 23 oktober 2000   | 22 juni 2009      | Labour Party       |                           |
| 2001–2005                       | Michael Martin                  | Michael Martin (1945–2018)          | 23 oktober 2000   | 22 juni 2009      | Labour Party       |                           |
| 2005–2010                       | Michael Martin                  | Michael Martin (1945–2018)          | 23 oktober 2000   | 22 juni 2009      | Labour Party       |                           |
|                                 | John Bercow                     | John Bercow (1963)                  | 22 juni 2009      | 4 november 2019   | Conservative Party |                           |
| 2010–2015                       | John Bercow                     | John Bercow (1963)                  | 22 juni 2009      | 4 november 2019   | Conservative Party |                           |
| 2015–2017                       | John Bercow                     | John Bercow (1963)                  | 22 juni 2009      | 4 november 2019   | Conservative Party |                           |
| 2017–2019                       | John Bercow                     | John Bercow (1963)                  | 22 juni 2009      | 4 november 2019   | Conservative Party |                           |
|                                 | Lindsay Hoyle                   | Sir Lindsay Hoyle (1957)            | 4 november 2019   | heden             | Labour Party       | 2019–heden                |